# Oskar Berger (Mediziner)
Oskar Berger (* 20. November 1844 in Münsterberg, Landkreis Frankenstein, Provinz Schlesien; † 19. Juli 1885 in Ober-Salzbrunn, Landkreis Waldenburg) war ein deutscher Neurologe.

## Leben
Berger studierte Medizin in Berlin, Breslau und Wien und wurde 1867 in Berlin promoviert. 1867 ließ er sich als Arzt in Breslau nieder und spezialisierte sich ab 1869 auf Neurologie. 1873 habilitierte er sich auf diesem Gebiet (als einer der Ersten in Deutschland), wurde 1877 leitender Arzt im Breslauer städtischen Armenhaus und 1878 außerordentlicher Professor in Breslau. Er starb 1885 an Apoplexie nach einem Nierenleiden im Kurort Ober-Salzbrunn, wo er zur Kur war.
Er veröffentlichte über Neuralgien in Gelenken und den Geschlechtsorganen, über Beschäftigungsneurosen, die Behandlung von Gesichtskrämpfen, die Lähmung des Nervus thoracicus longus, Neurosyphilis, Hypnose, Elektrotherapie und Verbindung von Neuralgien zu Diabetes und Nierenkrankheiten.
Er war Mitherausgeber des Erlenmeyerschen Centralblatts für Nervenheilkunde, Mitarbeiter am Neurologischen Centralblatt und an der Real-Encyclopädie der gesammten Heilkunde.

## Schriften
- Die Lähmung des Nervus thoracicus longus, Breslau 1873
- Beiträge zu Albert Eulenburgs Real-Encyclopädie der gesammten Heilkunde. Erste Auflage.
  - Band 1 (1880) (Digitalisat), S. 585–590 Athetose
  - Band 2 (1880) (Digitalisat), S. 149–164 Beschäftigungsneurosen
  - Band 4 (1880) (Digitalisat), S. 511–516: Emotionsneurosen; S. 696–728: Epilepsie
  - Band 5 (1881) (Digitalisat), S. 679–686: Gelenkneurose
  - Band 6 (1881) (Digitalisat), S. 135–137: Grübelsucht
  - Band 10 (1882) (Digitalisat), S. 322–338: Paralysis agitans
  - Band 12 (1882) (Digitalisat), S. 220–224: Schnellender Finger
  - Band 13 (1883) (Digitalisat), S. 483–493: Tetanie